# Vrouwelijke filosofen
Dit artikel biedt een historisch overzicht van vrouwelijke filosofen.
Vrouwelijke filosofen lijken grotendeels afwezig te zijn in de geschiedenis van de filosofie zoals ze in syllabi op de universiteit wordt aangeboden. In feite beoefenen vrouwen echter reeds gedurende vele eeuwen filosofie. Pas vanaf de 20e eeuw wordt veel onderzoek gedaan om hun werk te herontdekken en te evalueren. Het bekendste onderzoek is dat van Ellen Waithe, met haar vierdelige A History of Women Philosophers (1984-1995). Waithe hanteert als belangrijkste criterium voor opname in haar werk dat het om vrouwen moet gaan die gelijk welke filosofisch onderwerp met gebruikmaking van een herkenbare filosofische methode kritisch analyseren en hierdoor hun beheersing van de geschiedenis en de methodiek van de filosofie aantonen.

## Historisch overzicht

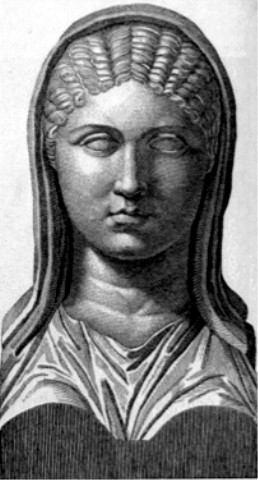
Aspasia
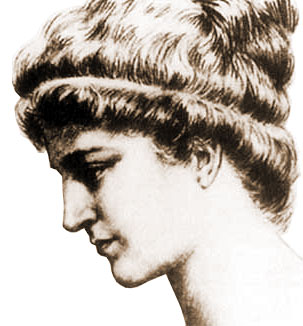
Hypatia
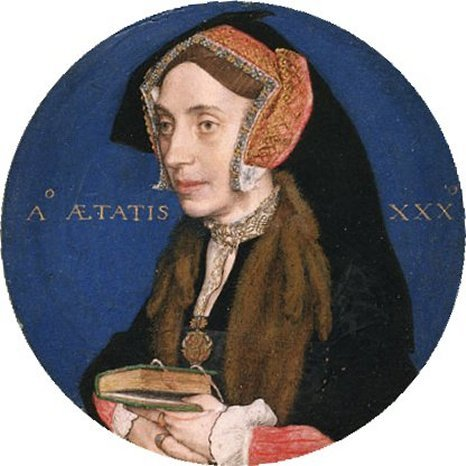
Margaret Roper
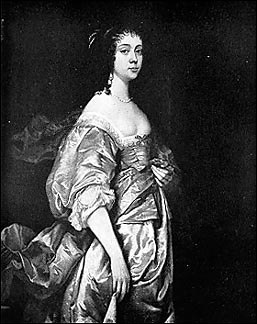
Margaret Cavendish
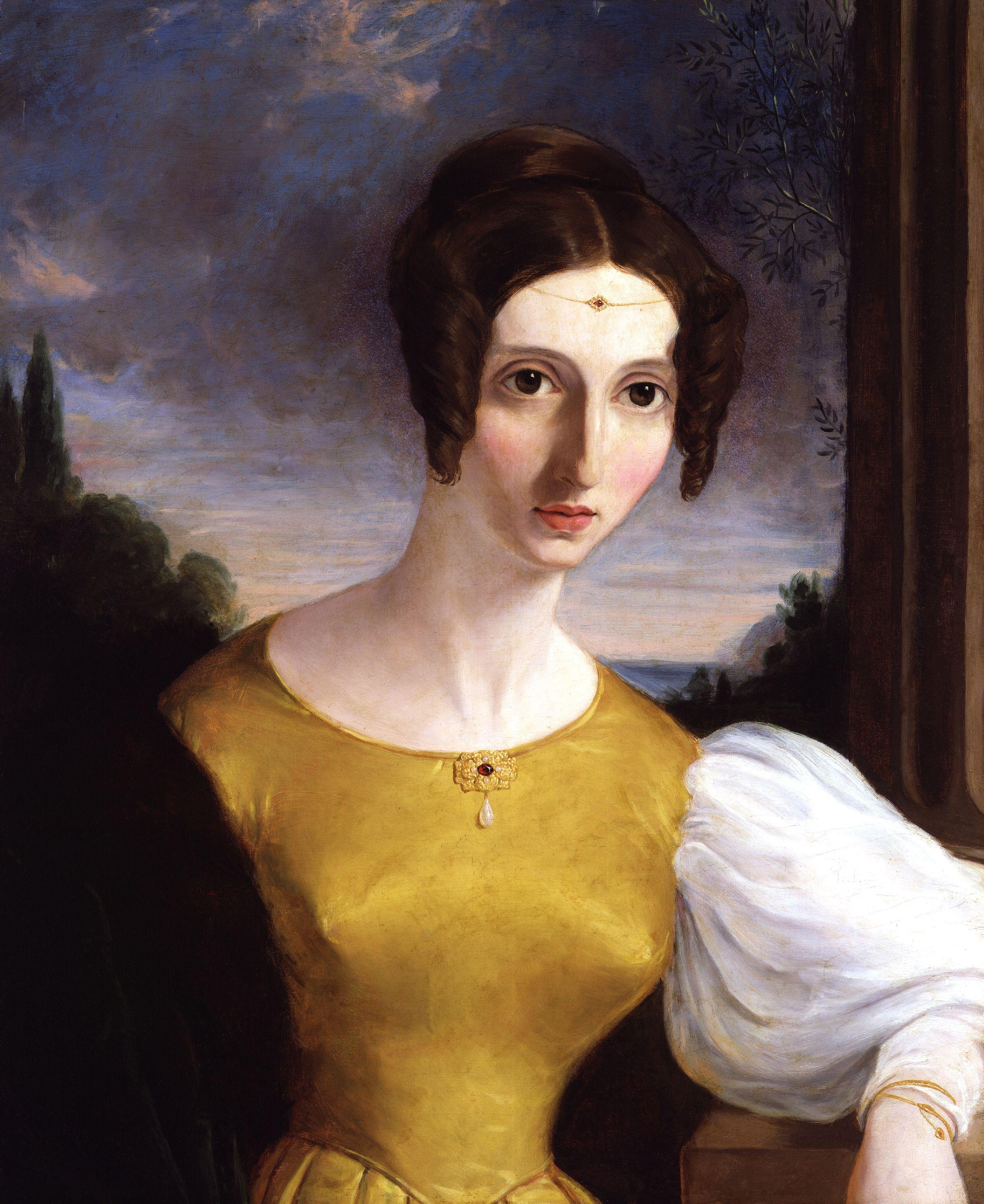
Harriet Mill
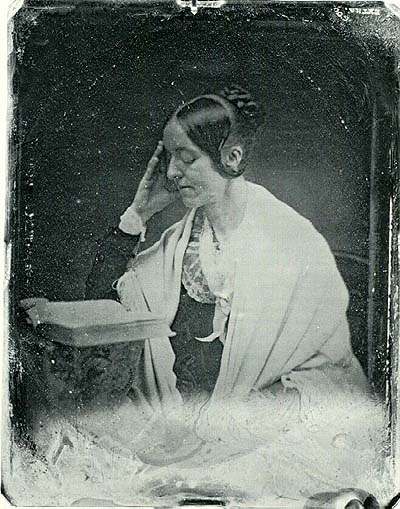
Margaret Fuller
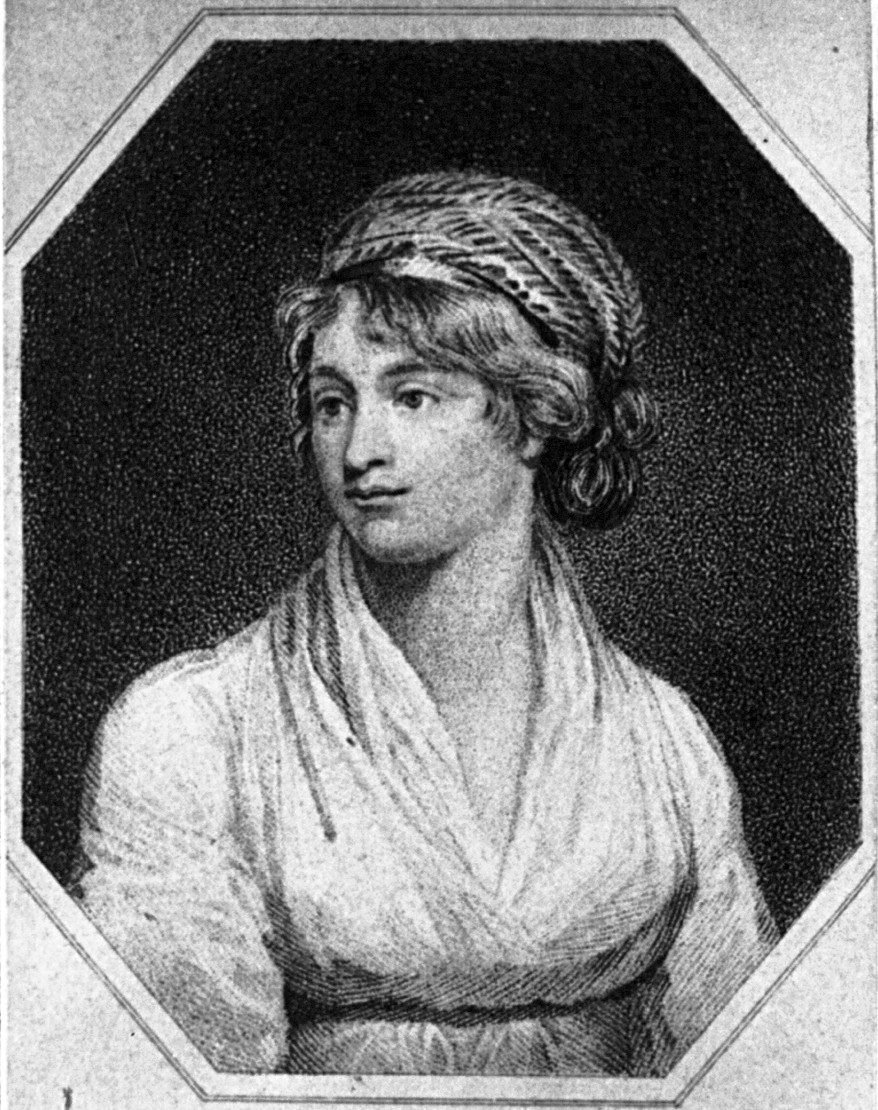
Mary Wollstonecraft

### Vrouwelijke filosofen vanaf de 6e eeuw v.Chr.
Dat de vroegst bekende vrouwelijke Griekse filosofen vanaf de 6e eeuw v.Chr. tot de school van Pythagoras behoorden, is geen toeval. Terwijl in de Griekse polis de vrouw niet dezelfde rechten had als de man, werd zij bij Pythagoras als gelijke behandeld. Tijdgenoten noemden hem dan ook ‘de vrouwenfilosoof’ en rijke burgers zonden hun dochters voor scholing naar hem toe.
| - Theano (filosofe) (6e eeuw v.Chr.) - Theano II (6e eeuw v.Chr. ?) - Cleobulina van Rhodos (ca. 550 v.Chr) - Perictione (5e eeuw v.Chr.) - Perictione II (ca. 450 v.Chr.) - Aesara van Lucania (425 v.Chr.) - Aspasia (470 v.Chr.- ca. 400 v.Chr.) - Phintys van Sparta (ca. 400 v.Chr.) - Arete van Cyrene (ca. 400 v.Chr.- ca. 330 v.Chr.) |  | - Axiothea (4e eeuw v.Chr.) - Hipparchia van Maroneia (ca. 300 v.Chr.) - Lasthenia (ca. 300 v.Chr.) - Leontion (ca. 300 v.Chr.) - Makrina (2e eeuw) - Julia Domna (170-217) - Hypatia (370 - 415) - Asclepigenia (5e eeuw) - Aedesia (5e eeuw) |

### Vrouwelijke filosofen: middeleeuwen tot 16e eeuw
Zeker tot in de periode van de hoge middeleeuwen is er in het westen niet veel onderscheid tussen geloof en filosofie, en komt filosofie neer op een beschouwing en een verdediging van het christelijke geloof. Bij vrouwen valt wel op dat ze soms vanuit een veel persoonlijker standpunt schrijven over de manier waarop ze hun geloof beleven.
In de late middeleeuwen en in de periode van de renaissance is er sprake van een secularisering van de filosofie, die teruggrijpt naar de antieke denkers en deze probeert te overtreffen. Ook vrouwen volgen deze heroriëntering van de filosofie door zich met meer wereldse onderwerpen te gaan inlaten. In deze periode zijn de sporen van een protofeminisme al herkenbaar.
- Hroswitha van Gandersheim (ca. 935 - ca. 1010)
- Murasaki Shikibu (ca. 973–ca. 1014 of 1025): Shinto ethiek
- Hildegard von Bingen (1098 -1179) : metafysica en kosmologie
- Heloïse (ca. 1101-1162) (12e eeuw)
- Gertrude de Grote (Sint Gertrude) (12e eeuw)
- Hadewijch (13e eeuw), Beatrijs van Nazareth (1200-1268) en Mechtild von Magdeburg (1210– ca. 1285): mystiek
- Catharina van Siena: (1347-1380) ethiek
- Julian of Norwich: (ca. 1370) epistemologie
- Christine de Pizan (ca. 1364– ca. 1430): morele filosofie
- Theresia van Ávila (1515-1582)
- Margaret Roper (1505-1544) oudste dochter van Thomas More
- Oliva Sabuco (1562-?): filosofie van de geneeskunde
- Marie le Jars de Gournay (1565 -1645): feminisme

### Vrouwelijke filosofen van de 17e eeuw en de verlichting
Vanaf de 17e eeuw groeide het aantal ontwikkelde vrouwen dat zich aan de studie van de filosofie gingen wijden sterk aan. Hun filosofische geschriften zijn minder bekend. Toch tonen zij allen van een grote expertise op een aantal kennisgebieden zoals epistemologie, logica, esthetica, metafysica, politieke filosofie, wetenschapsfilosofie, psychologie, religie en wiskunde. Zij schrijven over de meest verscheiden onderwerpen: over het mystieke en het paranormale, de aard van het denken, het geloof, moraliteit, vrijheid, logica en de rechten van de vrouw. De eerste belangrijke filosofische tekst over vrouwen was Mary Wollstonecrafts A Vindication of the Rights of Women (1792).

#### 17e eeuw
- Anna Maria van Schurman (1607–1678): een van de eerste vrouwelijke universiteitsstudenten
- Margaret Cavendish (1623-73) kritiek op 17e-eeuwse mechanistische filosofie
- Anne Conway (1631-1679) Cambridge platoniste, beïnvloedde Leibniz met haar concept van de monade
- Damaris Cudworth Masham (1659–1708): schreef over theologie, epistemologie en moraalfilosofie
- Mary Astell (1666-1731): protofeministisch schrijfster
- Catharine Trotter Cockburn (1679-1749): verdediger van John Locke's filosofie

#### 18e eeuw
- Émilie du Châtelet (1706-1749): natuurfilosofe, wis- en natuurkundige
- Josina Carolina van Lynden (1717-1791): eerste Nederlandse vrouwelijke filosoof die een boek uitbracht over de logica
- Belle van Zuylen (1740-1805) schrijfster en essayiste
- Mary Wollstonecraft (1759 – 1797) schrijfster, filosofe en feministe
- Germaine de Staël (1766– 1817): romanschrijfster en essayiste
- Sophie Germain (1776 - 1831): wiskundige
- Mary Somerville (1780–1872) een van de eerste vrouwelijke schrijvers over wetenschap

#### 19e eeuw
- Harriet Martineau (1802–1876): abolitioniste, feministe
- Harriet Taylor Mill (1807-1858): sociaal-politieke filosofie
- Margaret Fuller (1810- 1850) : activiste voor vrouwenrechten
- Charlotte Perkins Gilman (1860-1935): theorie van de vrouwenbeweging
- Lou Andreas Salome (1861-1937): psychoanalyticus

(minder bekend als filosoof)
- Christina I van Zweden (1626-1689): (koningin van Zweden, correspondeerde met Descartes)
- Sor Juana Inez de la Cruz (1648-1695): neoplatoons mysticisme
- Clarisse Coignet (1823-1910):verwerpt het rationalisme
- Julie Favre 1834-1896): moraalfilosoof, vond vrouwen superieur
- Hortense Allart de Meritens (ca. 1850): feministisch schrijfster
- Sophie Bryant (1850-1922) opvoedkundige en moraalwetenschapper
- Anna Tumarkin (1875-1951) filosofieprofessor
- Hedwig Bender: feministisch schrijfster

### Moderne feministische filosofen
Vrouwen zijn prominent vertegenwoordigd in het hedendaagse filosofische landschap. Zij zijn vooral actief op gebied van ethiek, wetenschapsfilosofie, de feministische theorie en epistemologie. Het is een cliché dat alle vrouwelijke filosofen zich met feminisme zouden bezighouden. De meeste contemporaine filosofes specialiseren zich op een of ander filosofisch vakgebied; metafysica, epistemologie, antieke filosofie, wetenschapsfilosofie enzovoort. Slechts een klein deel onder hen heeft zich geconcentreerd op bijdragen over de feministische theorie: Simone de Beauvoir, Shulamith Firestone, Sheila Rowbowtham, Juliet Mitchell, en de Franse poststructuralisten met onder meer Helene Cixous. Van de Beauvoir wordt gezegd dat zij met haar werk de filosofische fundamenten van het feminisme heeft gelegd. In onze tijd is de Duitse filosofe Hannah Arendt van groot belang geweest voor de feministische filosofie, ook al beschouwde zij zichzelf niet echt als een feministisch filosofe. Na haar vlucht voor de nazi's publiceerde zij ' On the Origins of Totalitarianism', een boek over de verhouding staat-individu dat ook de aandacht kreeg van de vrouwenbeweging. De Belgische Luce Irigaray is een vooraanstaand auteur in het hedendaagse Franse feminisme en de continentale filosofie. Ze is een interdisciplinair denker die werkt op het domein van filosofie, psychoanalyse, en taalwetenschap.
- Victoria Lady Welby (1837-1912)
- E. E. Constance Jones (1848-1922)
- Charlotte Perkins Gilman (1860-1935)
- Lou Salome (1861-1937)
- Mary Whiton Calkins (1863-1930)
- L. Susan Stebbing (1885-1943)
- Edith Stein (1891-1942)
- Susanne Langer (1895-1985)
- Ayn Rand (1905-1982)
- Cornelia Johanna de Vogel (1905-1986)
- Hannah Arendt (1906-1975)
- Simone de Beauvoir (1908-1986)
- Simone Weil (1909-1943)
- Elizabeth Anscombe (1919-2001)
- Iris Murdoch (1919-1999)
- Luce Irigaray (ca.1932)
- Sarah Kofman (1934-1994)
- Julia Kristeva (1941)
- Alison Jaggar (1942)
- Martha Nussbaum (1947)
- Christine Korsgaard (1952)
- Judith Butler (1956)
- Patricia De Martelaere (1957-2009)
- Elizabeth Anderson (1959)

#### Epistemologie
Enkele feministen brachten de te verwachten gender-stereotypen aan: "mannen zijn afstandelijk en rationeel"; "vrouwen zijn meer intuïtief en emotioneel". Ze gingen zelfs zo ver om te verdedigen dat kennis verkregen via intuïtie een totaal ander begrip van de fysieke werkelijkheid zou opleveren, zodat ‘’vrouwelijke wiskunde” en “vrouwelijke wetenschap” heel verschillend zouden zijn van hun mannelijke tegenhangers. De meeste hedendaagse feministische filosofen sluiten zich echter niet aan bij deze volgens hen incoherente en ontmoedigde beweging. De meesten onder hen aanvaarden zelfs niet het idee dat er zoiets als vrouwelijke epistemologische standpunten zou kunnen bestaan.

#### Wetenschap en feminisme
Eind jaren 60 werd de kritiek van feministen uitgebreid van maatschappijkritiek naar wetenschapskritiek. Er is een grote tweedeling gemaakt tussen aan de ene kant opvattingen waarin wetenschap als resultaat van waarnemen begrepen wordt, en aan de andere kant opvattingen waarin wetenschap gevat wordt met de metafoor van het waarmaken. Beide kennen varianten.

#### Wetenschapsleer
Ook de wetenschappelijke methode werd onderzocht met als belangrijkste vraag of deze sekse-neutraal is? De wetenschappelijke methode is volgens de feministen mannelijk van aard, ze vertoont trekken van de 'heer van stand', rationeel, zakelijk en objectief. In de wetenschappelijke methode is er geen betrokkenheid, maar precisie. Hierdoor voelden slechts mannen zich ertoe aangetrokken. Deze kritiek leidde onder andere tot een nieuwe methode in de sociale wetenschappen, geen individuele vragenlijsten, maar groepsgesprekken. Aanvulling van de methode met vrouwelijke benaderingswijzen zoals betrokkenheid.

#### Wetenschap als waarneming
Wanneer vrouwen object van onderzoek vormen, wordt er vaak slordig met de methode omgesprongen (daardoor bevatten wetenschappen vooroordelen over vrouwen). Correct gebruik van methoden is goed, maar niet voldoende. Immers ook in methodisch verantwoord onderzoek kunnen vrouwen buiten beeld blijven (vrouwen worden verwaarloosd in de wetenschap), door de manier waarop het object wordt afgebakend. De huidige methoden vertonen mannelijke trekken, met als gevolg psychologische uitsluiting van vrouwen en vertekende waarneming, en dienen met vrouwelijke methoden (afstand én betrokkenheid) te worden aangevuld. De methode vormt geen bescherming tegen invloeden van buitenaf op de inhoud van de wetenschap. De mannelijke dominantie die buiten de wetenschap heerst, dringt ook binnen door; Ze kleurt de wetenschappelijke waarnemingen. De feministische oplossing is vrouwvriendelijke onderzoekers en omgeving.

#### Wetenschap als waarmaken
Wetenschappen worden, volgens sommige feministische filosofieën, in een sociaal proces gemaakt en de sociale verhoudingen tussen de seksen zijn daarom medebepalend voor het product wetenschap (mannen hebben meer kans dan vrouwen dat wat ze beweren door anderen wordt geaccepteerd; zo verzamelen ze sneller het krediet dat hen in volgende onderhandelingen te pas komt).
De wetenschap is de producent, en de verhoudingen tussen de seksen zijn een product van onder andere de wetenschap.
De wetenschapsantropologie van Bruno Latour vertoont veel overeenkomsten met deze theorie.

## Internationale organisatie
In 1976 werd in Würzburg de IAPH, The International Association of Women Philosophers opgericht door Duitse, Oostenrijkse en Amerikaanse vrouwelijke filosofen, de meeste ervan waren feministen. Met de eerder, in 1972, opgerichte Society for Women in Philosophy (SWIP), kreeg de feministische filosofie zo in de jaren zeventig meer en meer een eigen gezicht. Aanvankelijk was deze Europese Stichting een vrij ‘Germaanse’ aangelegenheid, vooraleer ook filosofen van de Romaanse talen (waaronder Spaans en Italiaans) er deel van gingen uitmaken. De conferenties worden om de drie jaar gehouden, telkens in een andere Europese stad. In 1998 werd het georganiseerd in Boston in de Verenigde Staten, dit in samenwerking met het World Congress of Philosophy.
De symposia en publicaties die hieruit voortkwamen hebben veel gedaan voor de ontwikkeling van en de interesse voor feministische filosofie. Het is vooral een forum voor filosofisch onderzoek over verbanden tussen macht en sekse, de verhoudingen tussen de seksen en feminisme en filosofie in het algemeen. Uiteraard is het ook een netwerk voor feministen.
Symposia
Symposia werden vanaf 1980 gehouden, het eerste in Würzburg, de stad waar de organisatie ontstond:
- 1980 Würzburg (Duitsland)
- 1982 Zürich (Zwitserland)
- 1984 Heidelberg (Duitsland)
- 1986 Klagenfurt (Oostenrijk)
- 1989 Berlijn (Duitsland)
- 1992 Amsterdam (Nederland)
- 1995 Wenen (Oostenrijk)
- 1998 Boston (V.S.)
- 2000 Zürich (Zwitserland)
- 2002 Barcelona (Spanje)
- 2004 Göteborg (Zweden)
- 2006 Rome (Italië)
- 2008 Seoul (Korea)
- 2010 London (Canada)
- 2014 Alcalá (Spanje)
- 2016 Melbourne (Australië)